# Daizen Maeda
Daizen Maeda (前田 大然 Maeda Daizen?, Taishi, Osaka, 20 de octubre de 1997) un futbolista japonés que juega de delantero en el Celtic F. C. de la Scottish Premiership.

## Selección nacional
En mayo de 2019 fue convocado por primera vez con la selección de Japón para participar en la Copa América 2019.
En 2022 acudió al Mundial de Catar, torneo en el que consiguió marcar un gol en los octavos de final ante una Croacia que se clasificó para los cuartos de final después de vencer en la tanda de penaltis.

### Participaciones en Copas del Mundo
| Mundial      | Sede  | Resultado        | Partidos | Goles |
| ------------ | ----- | ---------------- | -------- | ----- |
| Mundial 2022 | Catar | Octavos de final | 3        | 1     |

## Estadísticas

### Clubes
Actualizado hasta su último partido disputado el 24 de mayo de 2025.
| Club                         | Div.          | Temporada     | Liga  | Liga  | Liga   | Copas nacionales | Copas nacionales | Copas nacionales | Torneos internacionales | Torneos internacionales | Torneos internacionales | Total | Total | Total  |
| Club                         | Div.          | Temporada     | Part. | Goles | Asist. | Part.            | Goles            | Asist.           | Part.                   | Goles                   | Asist.                  | Part. | Goles | Asist. |
| ---------------------------- | ------------- | ------------- | ----- | ----- | ------ | ---------------- | ---------------- | ---------------- | ----------------------- | ----------------------- | ----------------------- | ----- | ----- | ------ |
| Matsumoto Yamaga F. C. Japón | 2.ª           | 2016          | 9     | 0     | 0      | 1                | 1                | 2                | —                       | —                       | —                       | 10    | 1     | 2      |
| Matsumoto Yamaga F. C. Japón | 2.ª           | 2018          | 29    | 7     | 1      | —                | —                | —                | —                       | —                       | —                       | 29    | 7     | 1      |
| Matsumoto Yamaga F. C. Japón | 1.ª           | 2019          | 18    | 2     | 0      | —                | —                | —                | —                       | —                       | —                       | 18    | 2     | 0      |
| Matsumoto Yamaga F. C. Japón | Total club    | Total club    | 56    | 9     | 1      | 1                | 1                | 2                | 0                       | 0                       | 0                       | 57    | 10    | 3      |
| Mito HollyHock Japón         | 2.ª           | 2017          | 36    | 13    | 3      | —                | —                | —                | —                       | —                       | —                       | 36    | 13    | 3      |
| Mito HollyHock Japón         | Total club    | Total club    | 36    | 13    | 3      | 0                | 0                | 0                | 0                       | 0                       | 0                       | 36    | 13    | 3      |
| C. S. Marítimo Portugal      | 1.ª           | 2019-20       | 23    | 3     | 0      | 1                | 1                | 0                | —                       | —                       | —                       | 24    | 4     | 0      |
| C. S. Marítimo Portugal      | Total club    | Total club    | 23    | 3     | 0      | 1                | 1                | 0                | 0                       | 0                       | 0                       | 24    | 4     | 0      |
| Yokohama F. Marinos Japón    | 1.ª           | 2020          | 23    | 3     | 1      | 2                | 0                | 0                | 5                       | 0                       | 0                       | 30    | 3     | 1      |
| Yokohama F. Marinos Japón    | 1.ª           | 2021          | 36    | 23    | 3      | 4                | 0                | 0                | —                       | —                       | —                       | 40    | 23    | 3      |
| Yokohama F. Marinos Japón    | Total club    | Total club    | 59    | 26    | 4      | 6                | 0                | 0                | 5                       | 0                       | 0                       | 70    | 26    | 4      |
| Celtic F. C. Escocia         | 1.ª           | 2021-22       | 16    | 6     | 5      | 4                | 1                | 0                | 2                       | 1                       | 0                       | 22    | 8     | 5      |
| Celtic F. C. Escocia         | 1.ª           | 2022-23       | 35    | 8     | 5      | 8                | 3                | 2                | 6                       | 0                       | 0                       | 49    | 11    | 7      |
| Celtic F. C. Escocia         | 1.ª           | 2023-24       | 28    | 6     | 3      | 4                | 4                | 0                | 4                       | 0                       | 1                       | 36    | 10    | 4      |
| Celtic F. C. Escocia         | 1.ª           | 2024-25       | 34    | 16    | 10     | 8                | 13               | 1                | 9                       | 4                       | 1                       | 51    | 33    | 12     |
| Celtic F. C. Escocia         | Total club    | Total club    | 113   | 36    | 23     | 24               | 21               | 3                | 21                      | 5                       | 2                       | 158   | 62    | 28     |
| Total carrera                | Total carrera | Total carrera | 287   | 87    | 31     | 32               | 23               | 5                | 26                      | 5                       | 2                       | 345   | 115   | 38     |
| 1. 2.                        |               |               |       |       |        |                  |                  |                  |                         |                         |                         |       |       |        |

## Palmarés

### Títulos nacionales
| Título                     | Club         | País    | Año  |
| -------------------------- | ------------ | ------- | ---- |
| Scottish Premiership       | Celtic F. C. | Escocia | 2022 |
| Copa de la Liga de Escocia | Celtic F. C. | Escocia | 2023 |
| Scottish Premiership       | Celtic F. C. | Escocia | 2023 |
| Copa de Escocia            | Celtic F. C. | Escocia | 2023 |
| Scottish Premiership       | Celtic F. C. | Escocia | 2024 |
| Copa de Escocia            | Celtic F. C. | Escocia | 2024 |
| Copa de la Liga de Escocia | Celtic F. C. | Escocia | 2025 |
| Scottish Premiership       | Celtic F. C. | Escocia | 2025 |